# 貢薩洛·帕先西亞
贡萨洛·帕先西亚（葡萄牙語：Gonçalo Paciência；1994年8月1日—）是一位葡萄牙足球運動員。在場上的位置是前鋒。現效力於日本甲組職業足球聯賽球隊廣島三箭，曾效力於波圖B隊。代表葡萄牙國家足球隊參加國際比賽。他的父親也是一位職業足球運動員。

## 俱樂部生涯

### 法蘭克福
2022年5月18日，法兰克福於2021–22年歐洲聯賽決賽對上格拉斯哥流浪者以十二碼大戰獲勝，帕先西亚隨隊贏得歐霸盃冠軍。

## 榮譽

### 球會
奧林匹亞科斯
- 希臘足球超級聯賽冠軍：2016-17賽季

 波爾圖
- 葡萄牙足球超级联赛冠軍：2017-18賽季

 法蘭克福
- 歐霸盃冠軍：2021-22賽季[2]

## 外部連結
- Soccerway資料庫：貢薩洛·帕先西亞
- 貢薩洛·帕先西亞於ForaDeJogo的個人資料
- Portuguese League profile （页面存档备份，存于） （葡萄牙語）
- fussballdaten.de：貢薩洛·帕先西亞之統計數據 （德文）
- National team data （页面存档备份，存于） （葡萄牙語）
- 貢薩洛·帕先西亞在 National-Football-Teams.com 上的出场纪录